# Monte António Gomes
Monte António Gomes är ett berg i Kap Verde.   Det ligger i kommunen Concelho de São Vicente, i den nordvästra delen av landet, 260 km nordväst om huvudstaden Praia. Toppen på Monte António Gomes är 261 meter över havet. Monte António Gomes ligger på ön São Vicente.
Terrängen runt Monte António Gomes är kuperad åt sydväst, men åt nordost är den platt. Havet är nära Monte António Gomes åt nordost. Närmaste större samhälle är Mindelo, 5,1 km väster om Monte António Gomes. 